# Muntele Olympus (Chionistra)
Muntele Olympus (Chionistra) (în greacă Όλυμπος (Χιονίστρα), transliterat: Olympos (Chionistra), în turcă Olimpos Tepesi) este parte a lanțului montan Troodos și are o înălțime de 1.952 m, care reprezintă altitudinea maximă din Cipru. Vârful muntelui Olympus se găsește în apropierea satului Platres din Districtul Limassol și găzduiește un radar britanic cu rază lungă de acțiune.
Vestitul geograf antic grec Strabon menționa, spre sfârșitul secolului I î.Hr. sau secolul I d.Hr., că pe unul dintre promontoriile muntelui se înălța un templu dedicat zeiței Afrodita Acraea (greacă veche Ἀφροδίτης Ἀκραίας) („Afrodita Înălțimilor”), loc în care femeilor le era interzis să intre.
Pe muntele Olympus a fost construită o stațiune de schi formată din zonele Sun Valley și North Face, fiecare zonă fiind dotată cu mai multe pârtii și sisteme de transport:
- Afrodita sau Sun Valley I - teleschi cu bară în T de 125 m și pârtii pentru începători,
- Hermes sau Sun Valley II - teleschi cu bară în T de 140 m și pârtii de nivel mediu,
- Dias/Zeus sau North Face I - telescaun de 380 m și pârtii de nivel avansat,
- Hera sau North Face II - teleschi cu bară în T de 262 m și pârtii pentru începători.

În zona Sun Valley este disponibil și un sistem de transport cu cablu de tractare, lung de 55 m.